# Streckbröstad bulbyl
Streckbröstad bulbyl (Hypsipetes siquijorensis) är en starkt utrotningshotad fågel i familjen bulbyler som förekommer i Filippinerna.

## Kännetecken

### Utseende
Streckbröstad bulbyl är en 22 cm lång, långstjärtad och rätt färglös bulbyl. Den är mellanbrun på huvud och ovansida, brungrå under. På strupen och övre delen av bröstet är den ljusare och gråare, med rätt breda men otydligt tecknad streckning på bröstet. Nominatformen har till skillnad från den övriga underarterna en tydligt mörk hjässa som kontrasterar med resten av ovansidan. Liknande filippinbulbylen är större, med ännu länge stjärt och mer enhetligt brun fjäderdräkt.

### Läten
De tre underarterna (se nedan) skiljer sig något åt i sina läten. Hos alla tre har den revirhävdande sången olika fraser som upprepas i tre sekunder långa utbrott. Andra beskriva läten är korta "chee" eller "chree" samt gummianksliknande ljud.

## Utbredning och systematik
Streckbröstad bulbyl förekommer i Filippinerna och delas upp i tre distinkta underarter med följande utbredning:
- Hypsipetes siquijorensis cinereiceps – förekommer på Romblon och Tablas
- Hypsipetes siquijorensis monticola – förekommer på Cebu
- Hypsipetes siquijorensis siquijorensis – förekommer på Siquijor

## Levnadssätt
Arten bebor skog, skogsbryn och ungskog. Den verkar kunna tolerera av människan påverkade miljöer, men är där ovanligare och endast intill skogsområden. Underarten monticola har aldrig setts i öppna områden och tros därför vara begränsad till bergsskogar.
Häckning har konstaterats i juni, men i övrigt saknas kunskap om dess häckningsbiologi.

## Status
Internationella naturvårdsunionen IUCN kategoriserar arten som starkt hotad. Arten har en relativt liten världspopulation på under 10 000 vuxna individer och har dessutom minskat i antal, vilket tros fortsätta i framtiden i än högre takt på grund av skogsavverkning.